# Trilogía Tintín
La Trilogía Tintín es una serie de tres películas producidas y en parte realizadas por Steven Spielberg y Peter Jackson a partir de Las Aventuras de Tintín, del dibujante belga Hergé. La primera, Las aventuras de Tintín: el secreto del Unicornio, se estrenó en 2011.

## Historia
El interés de Steven Spielberg por la obra de Hergé no es nuevo. El director estadounidense entabló negociaciones con el entorno de Hergé hacia 1982 y se hizo con ciertos derechos, interés que entusiasmó al dibujante, quien deseaba dejarle la mayor libertad. 
Tras la muerte de Hergé, y tras varios años en los que el asunto quedó paralizado, la Fundación Hergé pidió que Spielberg liberara los derechos para la realización de una adaptación cinematográfica. El director dejó de lado su proyecto de realizar una película de Tintín, más en cuanto que ya había centrado en parte su inspiración en la obra de Hergé en las películas de Indiana Jones: «una parte de Indiana Jones proviene de los libros [de Hergé]», comentó.
Sin embargo, la voluntad de los derechohabientes de Hergé de adaptar Tintín al cine nunca decayó, y varios realizadores se han mostrado interesados, principalmente Jaco Van Dormael y Jean-Pierre Jeunet. El entusiasmo de Fanny Rodwell, viuda de Hergé, y Nick Rodwell, su actual marido, gestores de la obra de Hergé, fue muy moderado, estando claramente más interesados en el cine estadounidense. 
Tras el estreno de la película de animación Shrek, en 2001, se interesaron en el género de técnicas empleado para su realización, viendo de forma positiva el lanzamiento cinematográfico de Tintín empleando técnicas de gráficos por computadora. En 2002, Jean-Pierre Jeunet explicó por qué había abandonado su proyecto tintinesco: «El bloqueo de los herederos de Hergé lo hace todo demasiado complicado, tuve un encuentro con ellos y comprendí que iban a pararme los pies.».
Fue finalmente Spielberg quien, en noviembre de 2002, retomó una opción sobre las aventuras de Tintín. El acuerdo fue seguido de un gran número de anuncios triunfales de Nick Rodwell. Spielberg anunció que veía apropiado a Tom Hanks en el rol del Capitán Haddock, mientras que Gregory Smith fue barajado para interpretar a Tintín. Tres películas fueron anunciadas por Rodwell, sin ser confirmadas por el entorno de Spielberg, adaptadas, respectivamente, de los dípticos El secreto del Unicornio, El tesoro de Rackham el Rojo, Las 7 bolas de cristal, El templo del Sol y Los cigarros del faraón, El Loto Azul. El estreno de la primera película estaba previsto para 2006. Sin embargo, de nuevo los años pasaron sin nuevas noticias del proyecto.
Finalmente, Steven Spielberg y Peter Jackson acordaron que la trilogía se llevase en una trilogía animada compuesta en los álbumes de El secreto del Unicornio y El tesoro de Rackham el Rojo más un tercer filme del que aún se especula cuál de los álbumes serían tomados las otras dos partes. La primera, Las aventuras de Tintín: el secreto del Unicornio, se estrenó en 2011, con guion basado en El cangrejo de las pinzas de oro, La estrella misteriosa y en el álbum doble El secreto del unicornio y El tesoro de Rackham el Rojo. 